# Witkraagmaina
De witkraagmaina (Acridotheres albocinctus) is een vogelsoort uit de familie Sturnidae.

## Verspreiding en leefgebied
Deze soort komt voor in China, India en Myanmar.